# ولی ویو، شهرستان سنت جنویو، میزوری
ولی ویو، شهرستان سنت جنویو، میزوری (به انگلیسی: Valley View, Sainte Genevieve County, Missouri) یک منطقهٔ مسکونی در ایالات متحده آمریکا است که در شهرستان استی جنویو، میزوری واقع شده‌است.

## خصوصیات
ولی ویو ۱۸۴٫۱ متر بالاتر از سطح دریا واقع شده‌است.